# Rio Dobra (Sebeș)
O Rio Dobra é um rio da Romênia, afluente do Sebeș, localizado nos distrito de Sibiu e Alba.